# Quetzaltenango
Quetzaltenango, aussi appelée Xela (prononcé « chéla »), est la deuxième plus grande ville du Guatemala après la capitale Guatemala. Elle est la capitale du département de Quetzaltenango et de la municipalité de Quetzaltenango.
La population est estimée à 300 000 habitants, 500 000 en y incluant le département. La population est à 65 % d'origine indigène ou amérindienne, à 32 % ladino, les 3 % restants provenant d'Europe.

## Histoire

### Origines et Étymologie
Durant la période précolombienne, Quetzaltenango était une ville maya appelée  Xelajú, mot dérivant de « Xe laju' noj » signifiant « au pied de dix montagnes ». La ville, alors annexée par le royaume de Q'umarkaj, semble avoir été construite au moins 300 ans avant la Colonisation espagnole des Amériques. Aidé d'auxiliaires indiens, le conquistador Pedro de Alvarado y tua le chef maya Tecún Umán, dans les années 1520, et appela la ville du nom Nahuatl  utilisé par ses alliés indiens. « Quetzaltenango » se traduit généralement par « l'endroit de l'oiseau Quetzal », nom utilisé tout au long de la période coloniale. Plus précisément Quetzaltenānco, quetzal-tenān-co, aurait pour étymologie : 
- [érigés]-[murs]-[endroit]  que l'on peut traduire par « lieu où sont érigés les murs »,

ou bien
- [Quetzal]-[fortification]-[dans] traduisible par « Dans la forteresse du Quetzal ».

Toutefois, beaucoup (notamment au sein de la population indigène) ont continué à appeler la ville du nom de « Xelajú », diminué en Xela.

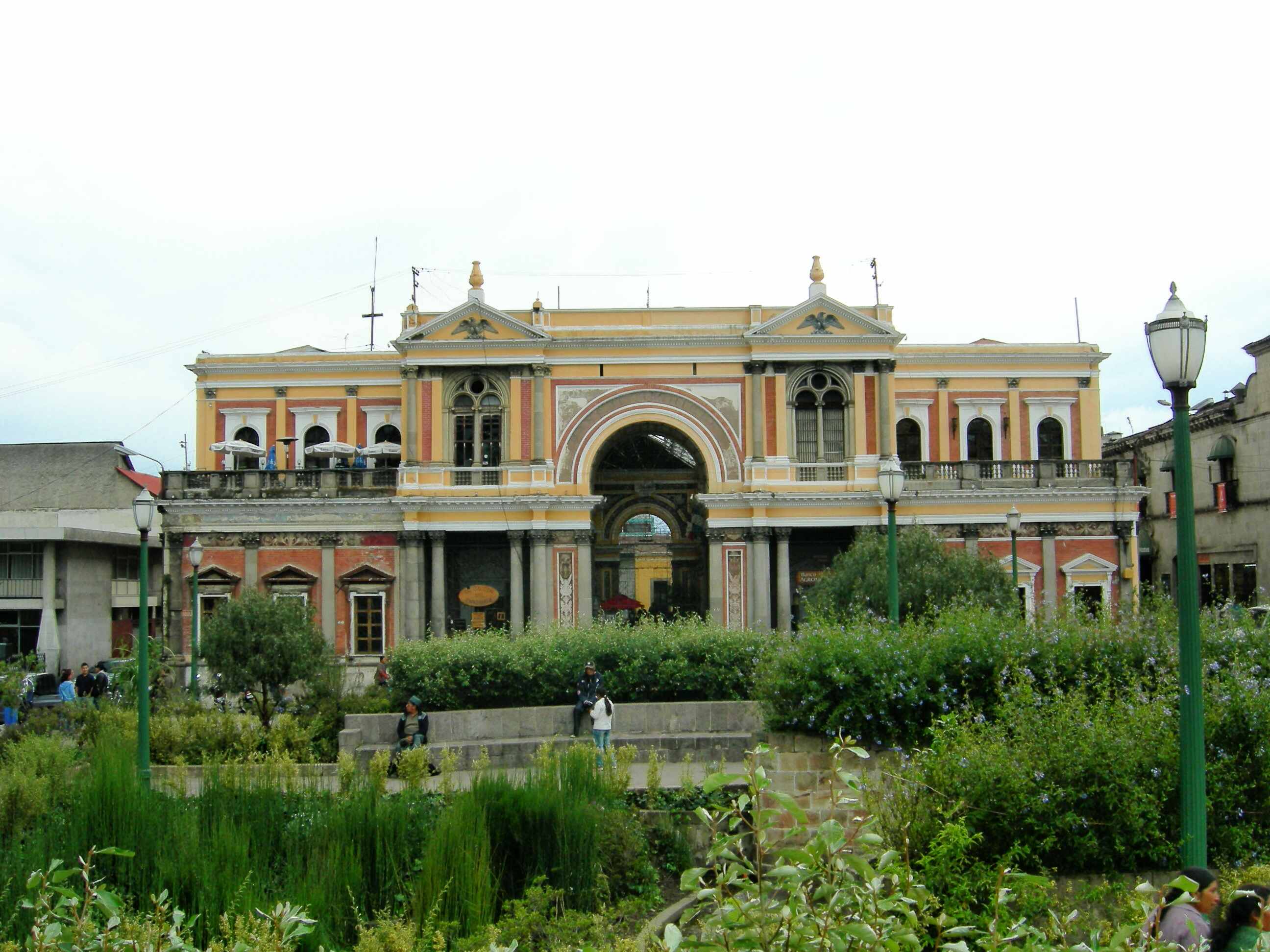
Pasaje Enríquez, ancienne galerie de magasins de mode convertie en lieu de sorties, où abondent bars et restaurants.

### Depuis l'indépendance
De 1838 à 1840, Quetzaltenango fut la capitale de l'éphémère État de Los Altos inclus dans les Provinces unies d'Amérique centrale. Lors de la dislocation de la république, les armées du Guatemala commandées par Rafael Carrera marchèrent sur Quetzaltenango, qui intégra alors le Guatemala.
Au XIXe siècle, l'économie de la ville s'est développée avec la culture importante du café et une ligne de train. Des bâtiments du style Belle Époque sont encore présents dans la ville.
Le 24 octobre 1902, Quetzaltenango fut gravement touchée par l'éruption du volcan Santa Maria, recouvrant la ville de pierres ponces et de cendres épaisses. Cette éruption fit près de 6 000 morts.

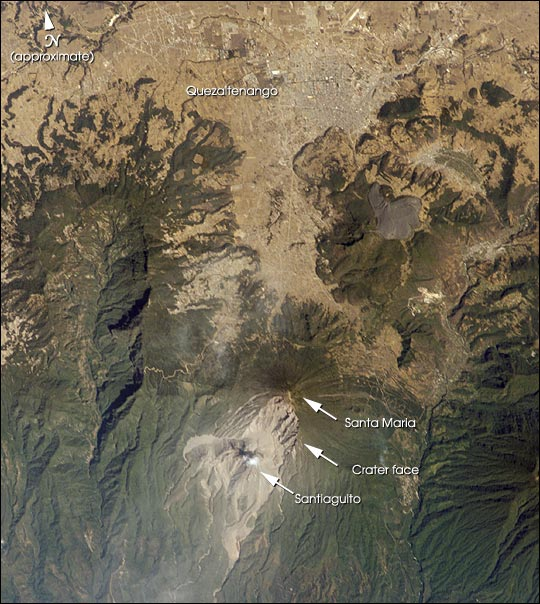
Photo satellite de Quetzaltenango et du Santa María.

### Personnalités
- Manuel Estrada Cabrera (1857-1924), dictateur président du Guatemala (1898 à 1920), né à Quetzaltenango en 1857.
- Rodolfo Galeotti Torres, sculpteur (auteur notamment de la statue de Tecún Umán à Quetzaltenango ou de celle du leader indigène Atanasio Tzul à Totonicapán), né à Quetzaltenango en 1912.
- Jacobo Arbenz Guzmán (1913-1971), président du Guatemala (1951-1954), né à Quetzaltenango en 1913.
- Severo Martínez Peláez (1925-1998), historien, auteur en particulier de La Patria del Criollo (1970), né à Quetzaltenango en 1925.
- Alberto Fuentes Mohr (1927-1979), économiste et homme politique (député, deux ministères successifs sous la présidence de Julio César Méndez Montenegro (1966-1970), fondateur du Parti social démocrate), né à Quetzaltenango en 1927.
- Efraín Recinos (1928-2011), artiste (peintre, sculpteur) et architecte, auteur notamment du Centre culturel Miguel Ángel Asturias de Guatemala, né à Quetzaltenango en 1928.
- Comandante Rolando Morán (1929-1998), un des chefs insurgés lors de la guerre civile du Guatemala (1960-1965), né à Quetzaltenango en 1929.
- Plusieurs compositeurs de marimba sont liés à Quetzaltenango, ou bien qu'ils en soient natifs comme Mariano Valverde (1884-1956) ou Domingo Bethancourt (1906-1980), ou bien qu'ils y aient vécu et œuvré, notamment les natifs de Huehuetenango Wotzbelí Aguilar (1897-1940) et Paco Pérez (1917-1951), ce dernier étant célèbre au Guatemala pour être l'auteur de Luna de Xelajú, « hymne local, souvent considéré comme le deuxième hymne national, officieux »[1].

## Sports
Quetzaltenango héberge le club professionnel de football Xelaju MC qui dispose du plus grand palmarès dans le Championnat du Guatemala de football, en dehors de la capitale.

## Représentations consulaires
- Consulat d'Espagne[2]
- Consulat d'El Salvador[3]
- Consulat d'Italie[4]
- Consulat du Mexique[5]

## Jumelages
- Tromsø (Norvège) depuis 1999
- Livermore (États-Unis)
- Turin (Italie)
- Campeche (Mexique)
- Tapachula (Mexique)
- Veracruz (Mexique)
- San José (Costa Rica)
- Cobán (Guatemala)
- San Cristóbal de las Casas (Mexique)
- Baguio (Philippines)